# Championnats panaméricains de VTT 2012
Navigation
Édition précédente Édition suivante
Les Championnats panaméricains de VTT 2012 se sont déroulés du 7 au 8 avril 2012, à Puebla au Mexique.

## Résultats

### Cross-country
| Épreuves               | Or                  | Argent               | Bronze                |
| ---------------------- | ------------------- | -------------------- | --------------------- |
| Hommes élites          | Todd Wells          | Catriel Soto         | Rubens Valeriano      |
| Hommes moins de 23 ans | Russell Finsterwald | Diyer Rincón         | Kerry Werner          |
| Hommes juniors         | José Tito Hernández | Keegan Swenson       | Luis Camacho          |
| Femmes élites          | Daniela Campuzano   | Agustina Maria Apaza | Laura Lorenza Morfin  |
| Femmes moins de 23 ans | Raiza Goulão        | Valentina Abril      | Inez Gutiérrez Ortega |
| Femmes juniors         | Grace Alexander     | Xiomara Guerrero     | Andrea Fuentes        |

### Descente
| Épreuves | Or                 | Argent          | Bronze            |
| -------- | ------------------ | --------------- | ----------------- |
| Hommes   | Marcelo Gutierrez  | Neko Mulally    | Mario José Jarrin |
| Femmes   | Jacqueline Harmony | Lorena Dromundo | Diana Marggraff   |

### Four-cross
| Épreuves | Or                | Argent           | Bronze               |
| -------- | ----------------- | ---------------- | -------------------- |
| Hommes   | Mario José Jarrin | Enrique Genova   | Carlos Enrique Teran |
| Femmes   | Diana Marggraff   | Veronica Miranda | Lorena Dromundo      |